# Sint-Laurentiuskerk (Wilmarsdonk)

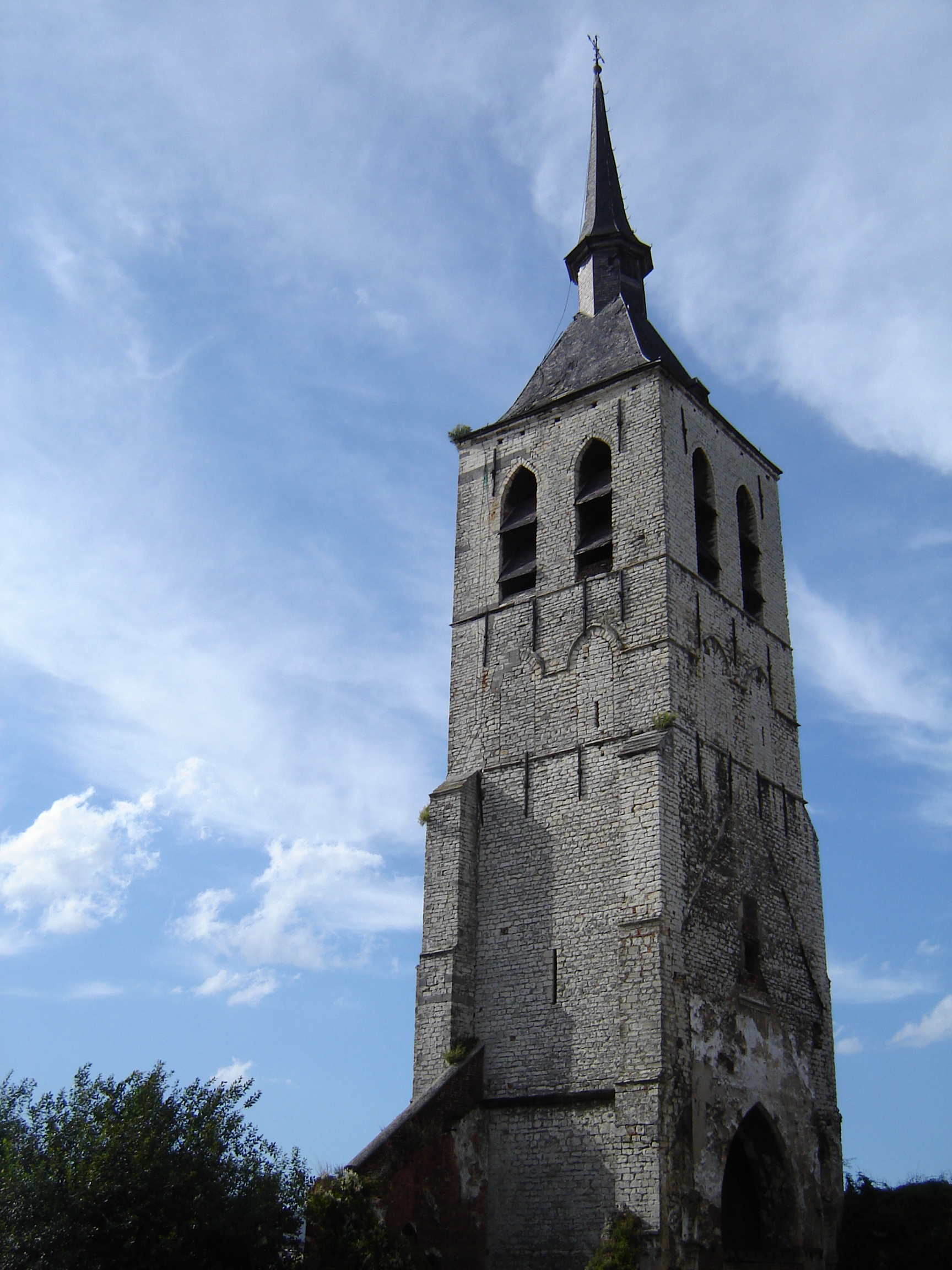
Sint-Laurentiuskerk

De Sint-Laurentiuskerk is de voormalige kerk van de tot de gemeente Antwerpen behorende plaats Wilmarsdonk, gelegen aan de Wilmarsstraat.

## Geschiedenis
De plaats Wilmarsdonk kende een kapel, die oorspronkelijk afhankelijk was van de parochie van Zandvliet, maar die begin 14e eeuw al was verheven tot parochiekerk. Het patronaatsrecht was in bezit van het Onze-Lieve-Vrouwekapittel te Antwerpen.
In de 15e eeuw werd de huidige toren gebouwd. In de 16e eeuw werd het transept en het koor gebouwd. In 1567 werd de kerk, tijdens de godsdiensttwisten, geplunderd.
Omstreeks 1965 werd Wilmarsdonk, samen met het naburige dorp Oorderen, vrijwel geheel afgebroken om plaats te maken voor uitbreiding van het havengebied. De toren bleef gespaard.

## Toren
Oorspronkelijk de westtoren van het kerkgebouw, is het een bouwwerk in gotische stijl, gebouwd in witte natuursteen. De toren staat nu te midden van een bedrijventerrein.